# The Dust Palace
The Dust Palace é uma companhia e escola de teatro de Auckland, Nova Zelândia. Foi fundada por Eve Gordon e Michael Edward em 2009. 

## Produções
- Burlesque As You Like It: Not A Family Show (2009)
- The Moon's Insane and other stories (2009)
- The Sexy Recession Cabaret (2009) (co-production)
- Love and Money (2010)
- Venus is... (2011)
- Cirque Non Sequitur (2012)
- With a Stranger (2013)
- Same same but different (2013)
- Knock Knock (2013)
- Top of the Heap (2015)
- Orpheus (2015)

## Ligações Externas
- «Sítio oficial»